# 兜藜属
兜藜属（学名：Panderia）是藜科下的一个属，为一年生草本植物。该属共有有3－4种，分布于中亚和西亚。